# Black Moon (Album)

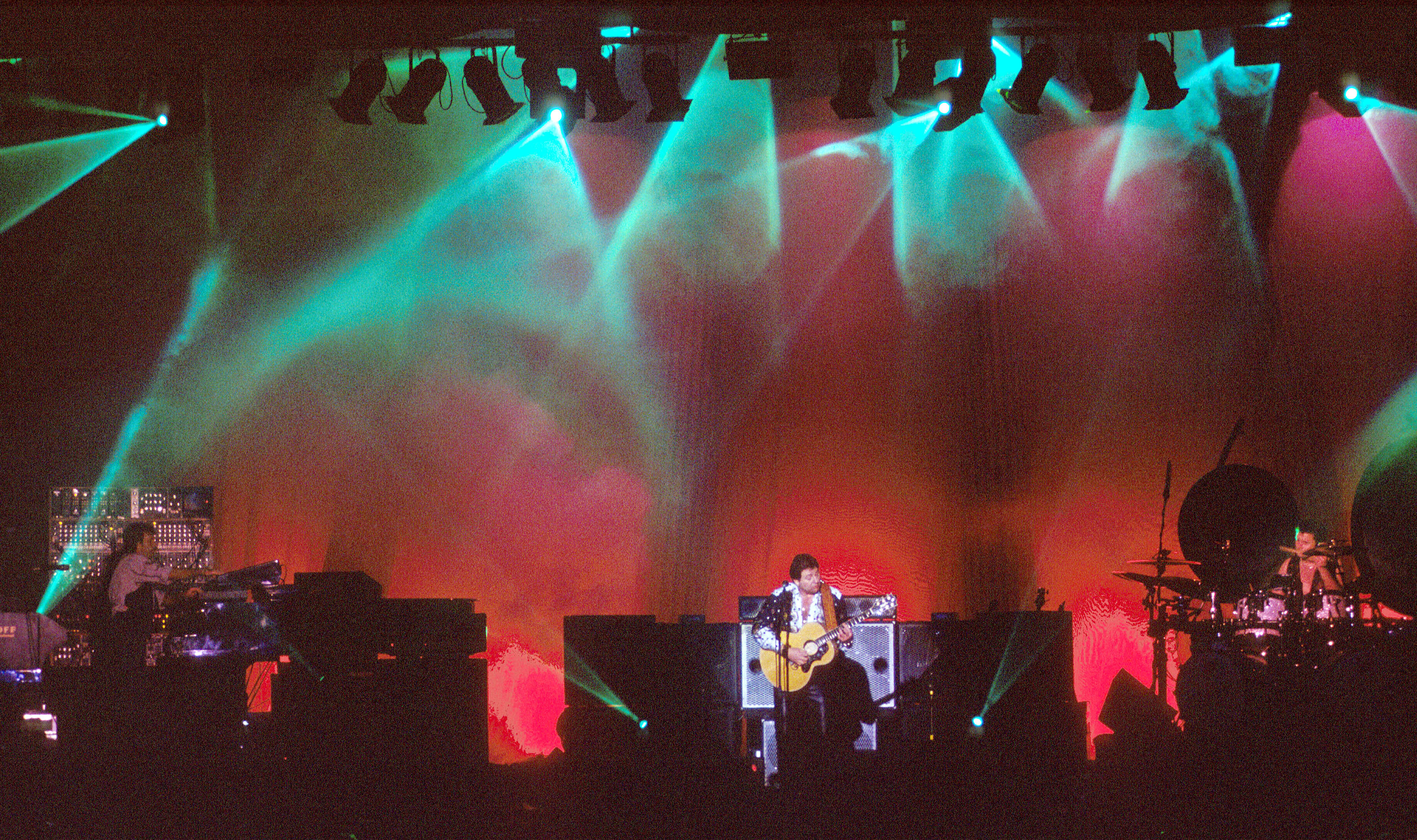
Emerson, Lake and Palmer auf einem Konzert 1992

Black Moon (deutsch: Schwarzer Mond) ist das achte Studioalbum der britischen Progressive-Rock-Band Emerson, Lake and Palmer. Es wurde 1992, 14 Jahre nach dem Studioalbum Love Beach, veröffentlicht. Das Comeback-Album erhielt gemischte Kritiken und konnte nicht an die früheren Erfolge wie die Alben Tarkus oder Brain Salad Surgery anknüpfen. Es erreichte Platz 78 in den US Billboard 200-Charts.
AllMusic urteilt über das Album: „Das erste Studioalbum des Originaltrios seit einem Dutzend Jahren leidet unter der unvermeidlichen Alterung und Verdüsterung von Lakes Stimme und dem Fehlen echter Impulse“.
Der Titel Affairs of the Heart ging auf eine Session aus dem Sommer 1988 von Greg Lake zusammen mit Geoff Downes unter dem Projektnamen Ride the Tiger zurück.

## Titelliste
1. Black Moon (Keith Emerson, Greg Lake, Carl Palmer) – 6:56
2. Paper Blood (Emerson, Lake, Palmer) – 4:26
3. Affairs of the Heart (Geoff Downes, Lake) – 3:46
4. Romeo and Juliet (Sergei Sergejewitsch Prokofjew, Tanz der Ritter, Op. 64) – 3:43
5. Farewell to Arms (Emerson, Lake) – 5:08
6. Changing States (Emerson) – 6:02
7. Burning Bridges (Mark Mancina) – 4:41
8. Close to Home (Emerson) – 4:33
9. Better Days (Emerson, Lake) – 5:33
10. Footprints in the Snow (Lake) – 3:50

### Bonustitel
Victor Entertainment und Shout! Factory 2008
- A Blade of Grass (Emerson) – 2:15

Sanctuary und Sony
- Black Moon (Single edit) – 4:48
- Affairs of the Heart (Edited version) – 2:20
- Paper Blood (Edited version) – 1:34
- Romeo and Juliet (Edited version) – 1:33